# 摩蘇爾大學
摩蘇爾大學是位於伊拉克摩蘇爾的一所公立大學，創立於1967年，現在是該市最大、伊拉克第二大的教育機構。規模在國內僅次於巴格達大學。

## 历史
1967年，摩蘇爾大學建立。
2014年伊斯蘭國攻佔摩蘇爾之後強行將此大學關閉。
2014年，伊斯兰国从摩苏尔大学实验室里，劫走了数量不明的放射性物质。这些物质可以被用来制作脏弹等小型核武器

2017年1月，伊拉克軍隊收復摩蘇爾大學校園。
2017年5月，摩苏尔大学重新开课。

## 外部連結
- 官方網站 （页面存档备份，存于）
- College of Engineering Official Website
- College of Electronic Engineering Official Website （页面存档备份，存于）